# Lunaison

Variation de la durée de lunaison entre 2000 et 2018.

La lunaison est l'intervalle de temps séparant deux nouvelles lunes et dont la durée moyenne est de 29 jours 12 heures 44 minutes et 2,8 secondes. 
La Lune tourne autour de la Terre en un peu plus de 27 jours (27 j 7 h 43 min 11,5 s), mais pendant cette révolution, la Terre avance d'environ 1/12e de tour sur son orbite autour du Soleil. Or comme la révolution de la Terre et de la Lune sont dans le même sens, cela se traduit par le fait que pour revenir à une même phase, la Lune doit faire sa révolution (27 j, et donc même position relativement à la Terre) plus 2 jours. Ce qui en fait 29 (29 j 12 h 44 min 2,8 s, et donc même position relativement à l'axe Terre-Soleil). 
La durée de lunaison indiquée ci-dessus est une moyenne. La durée des lunaisons varie en effet au cours d'une année (de l'ordre de ±6 h) et même d'une année à l'autre. Quand la Lune se trouve au périgée par rapport à la Terre lors de la nouvelle lune la lunaison est un peu plus courte que la moyenne tandis que si elle se trouve à son apogée la lunaison est un peu plus longue. Cette variation est due à la loi des aires de Kepler selon laquelle la vitesse de rotation de la Lune autour de la Terre n'est pas uniforme. Elle augmente en s'approchant du périgée où elle atteint un maximum puis diminue en s'en éloignant jusqu'au point opposé de l'ellipse, l'apogée, où elle atteint un minimum puis augmente en s'en éloignant. L'explication est que l'aire balayée par le rayon foyer-Lune est constante par unité de temps. Or après avoir effectué sa trajectoire elliptique, soit un mois anomalistique de 27,5 jours, la Lune doit encore parcourir une certaine distance pour revenir à la même phase par rapport au Soleil. Au périgée elle met un peu moins de deux jours pour faire cette distance tandis qu'à l'apogée elle met un peu plus de deux jours. Mais cette distance varie aussi en fonction de la position de la Terre autour du Soleil selon la même loi : au périhélie la vitesse de la Terre est plus grande et donc le mouvement apparent du Soleil sur la ligne de l'écliptique est plus rapide tandis qu'à l'aphélie la vitesse de la Terre est plus petite et donc le mouvement apparent du Soleil est plus lent.  